# مانويل برينيوس
مانويل برينيوس (باليونانية: Μανουήλ Βρυέννιος)‏ ( 1275 – 1340) عالم بيزنطي ازدهر في القسطنطينية حوالي عام 1300 حيث قام بتدريس علم الفلك والرياضيات ونظرية الموسيقى. عمله الباقي الوحيد هو الهارمونيكا (باليونانية: Ἁρμονικά)، وهو عبارة عن تدوين من ثلاثة مجلدات للدراسات الموسيقية البيزنطية استنادًا إلى الأعمال اليونانية الكلاسيكية لبطليموس ونيقوماخوس والمؤلفين النيوبيثاغوريين حول النظرية العددية للموسيقى. كان أحد طلاب برينيوس هو ثيودور ميتوتشيتس الذي شغل منصب وزير الخارجية في عهد الإمبراطور أندرونيكوس الثاني باليولوج (حكم من 1272 إلى 1328) حيث درس ميتوشيت علم الفلك على يد برينيوس. 